# Die Fischerin (Singspiel)

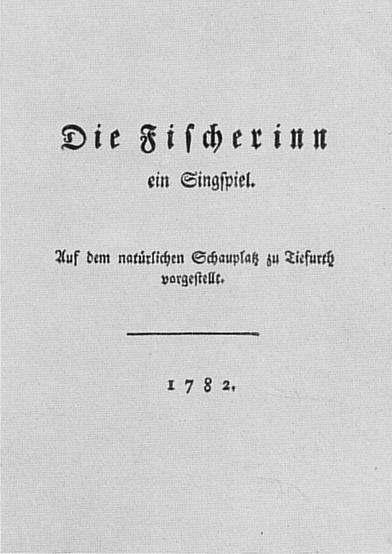
Titelblatt Die Fischerinn von 1782

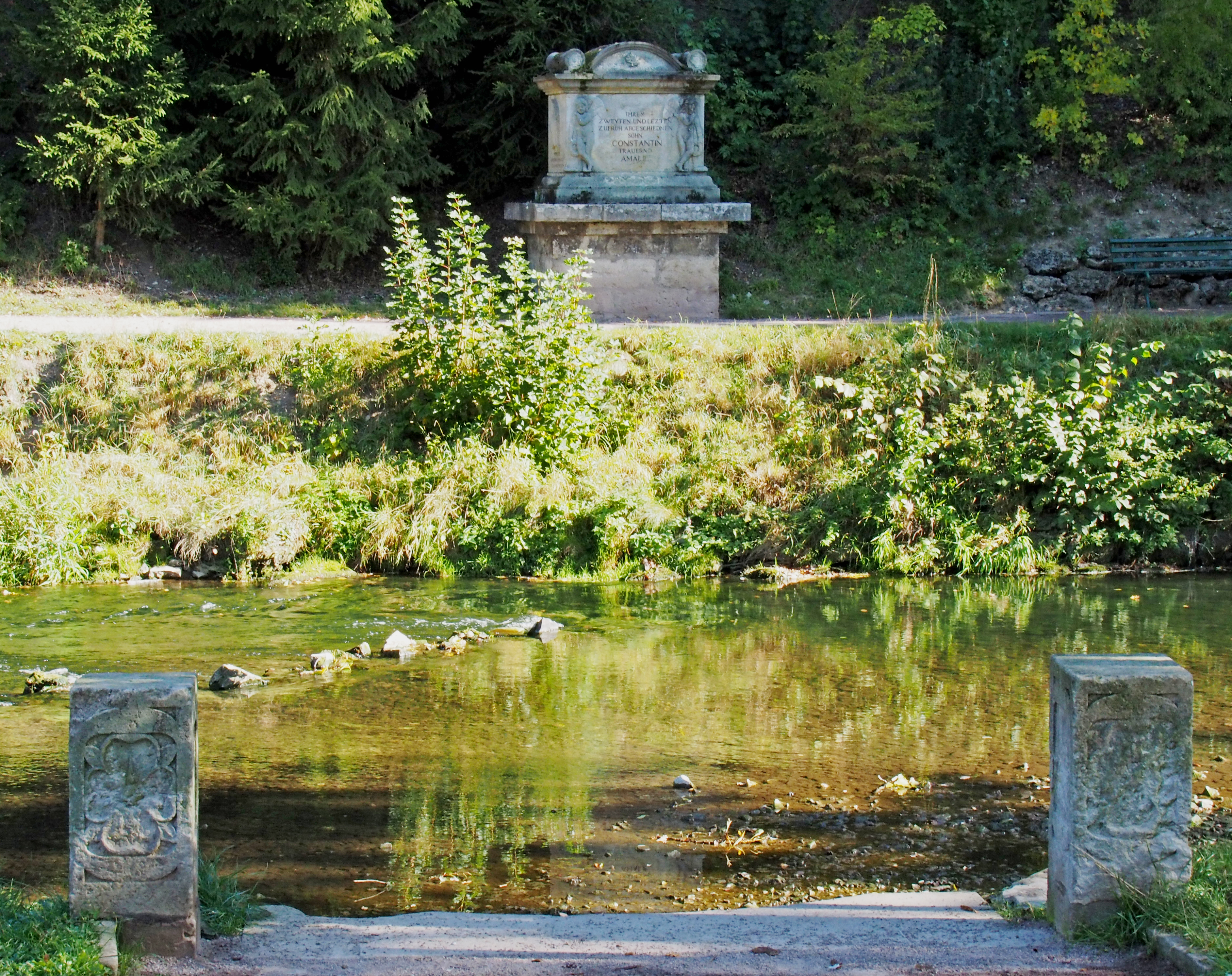
Kenotaph für Prinz Constantin von Sachsen-Weimar-Eisenach von der Anlegestelle der Fischerin aus gesehen

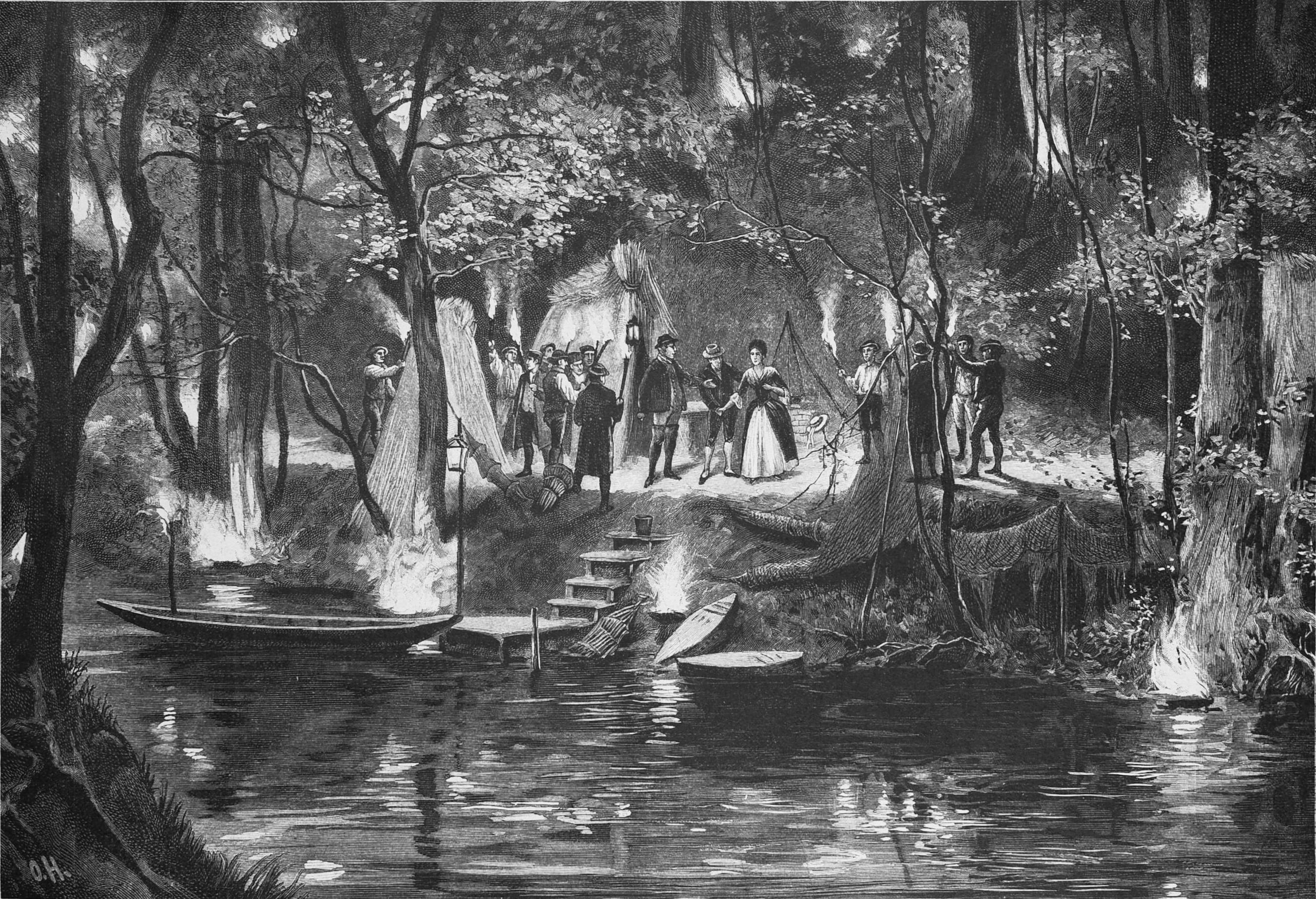
Bildunterschrift: „Die Aufführung von Goethes „Fischerin“ im Park zu Tiefurt am 18. Mai 1894. Nach der Natur gezeichnet von O. Herrfurth.“ in der Gartenlaube

Die Fischerin ist ein Singspiel von Johann Wolfgang Goethe das am 22. Juli 1782 im Schlosspark Tiefurt uraufgeführt wurde. Gewidmet hatte Goethe das Stück Johann Gottfried Herder und dessen Frau Caroline. Einbezogen wurde hierbei die Ballade vom Erlkönig.
Die erhalten gebliebene Bootsanlegestelle an der Ilm wurde hierzu als Bühnenkulisse genutzt. Die Bootsanlegestelle wird mit einer dreistufigen Treppe, die mit zwei niedrigen Sockeln eingefasst ist, markiert. An der Ilm gegenüber befindet sich der Kenotaph für Prinz Constantin von Sachsen-Weimar Eisenach.
Beispielsweise Georg Melchior Kraus zeichnete dieses.  Es fanden auch später an dieser Stelle Aufführungen dieses Stückes statt. Der Fotograf Louis Held hielt bei einem Goethe-Fest von 1910 eine solche Szene fest. Das Singspiel wurde 1782 erstmals gedruckt.
Bei den Schauspielern des Tiefurter Liebhabertheaters handelte es sich neben Goethe, hauptsächlich um Corona Schröter und Karl Ludwig von Knebel. Auch der Maler Georg Melchior Kraus bekam hierbei eine Rolle zugewiesen. Die Fischerin ist nicht das einzige Singspiel oder Theaterstück, das in Tiefurt aufgeführt wurde, aber das bekannteste.
Diese Bootsanlegestelle steht auf der Liste der Kulturdenkmale in Weimar (Ortsteile).